# Majča Korošaj
Majča Korošaj (prej Majda Koroša), slovenska umetnostna zgodovinarka, televizijska voditeljica in igralka.

## Filmografija
- Čisto pravi gusar (1987)
- Periskop (oddaja) (1985)
- Ex Libris M&M (oddaja) (1986)
- Prve ljubezni (Dušan Prebil, 1987, z Matejem Strahom in Emo Kurent)
- Simpozij (Anton Tomašič, 1989, z Mustafo Nadarevićem, Metko Franko,..)